# Ministère fédéral de la Santé (Autriche)
Pour les articles homonymes, voir Ministère fédéral de la Santé.
Le ministère fédéral de la Santé et des Femmes (en allemand : Bundesministerium für Gesundheit und Frauen, BMGF) est le département ministériel chargé de la santé publique et des droits des femmes de l'Autriche.
Il existe entre 1972 et 1987, puis de 1990 à 2003, et entre 2003 et 2017.

## Compétences
Le BMG est compétent en matière de services et personnels de santé, de services et personnels vétérinaires, de contrôle de la qualité des denrées alimentaires, de génie génétique, d'assurance maladie, d'assurance pour les accidents du travail et de droits des femmes.

## Organisation
Le ministère s'organise entre les sections suivantes : 
- Section I : Système de santé et Coordination centrale (Gesundheitssystem, zentrale Koordination) ;
- Section II : Droit et protection de la santé des consommateurs (Recht und Gesundheitlicher Verbraucherschutz) ;
- Section III : Santé publique et Affaires médicales (Öffentliche Gesundheit und medizinische Angelegenheiten) ;
- Section IV : Affaires féminines et Égalité (Frauenangelegenheiten und Gleichstellung).

## Histoire
Le ministère fédéral de la Santé et de la Protection de l'environnement apparaît en 1972 par la réunion de compétences détenues auparavant par le ministère fédéral des Affaires sociales et le ministère fédéral de l'Agriculture. Il est absorbé par la chancellerie fédérale en 1987, tandis qu'apparaît le ministère fédéral de l'Environnement, de la Jeunesse et de la Famille. Les compétences sont alors exercées par un ministre sans portefeuille portant le titre de ministre fédéral de la Santé et de la Fonction publique.
Rétabli en 1991 comme ministère fédéral de la Santé, des Sports et de la Protection des consommateurs, il perd ses compétences sur les sports en 1996 et fusionne un an plus tard avec le ministère fédéral du Travail et des Affaires sociales pour former le ministère fédéral du Travail, de la Santé et des Affaires sociales. À la suite de l'arrivée au pouvoir de la coalition noire-bleue en 2000, il perd ses compétences sur le travail, fusionnées au ministère fédéral de l'Économie, et devient alors le ministère fédéral de la Sécurité sociale et des Générations.
En 2003, le ministère fédéral de la Santé retrouve son autonomie sous le nom de ministère fédéral de la Santé et des Femmes, puis voit un élargissement de ses compétences sociales en 2007, prenant alors le titre de ministère fédéral de la Santé, de la Famille et de la Jeunesse. La politique familiale et les affaires de la jeunesse sont rattachées au ministère fédéral de l'Économie en 2008, laissant le ministère fédéral de la Santé.
Le département reprend la tutelle des questions des droits des femmes et d'égalité entre les sexes le 1er juillet 2016, redevenant le ministère fédéral de la Santé et des Femmes. Il est absorbé le 18 décembre 2017 par le ministère fédéral des Affaires sociales.

## Titulaires depuis 1972
| Nom                                                                                             | Nom                   | dates du mandat | dates du mandat | Parti | Gouvernement(s)        |
| ----------------------------------------------------------------------------------------------- | --------------------- | --------------- | --------------- | ----- | ---------------------- |
|                                                                                                 | Ingrid Leodolter      | 02/02/1972      | 08/10/1979      | SPÖ   | Kreisky II, III et IV  |
|                                                                                                 | Herbert Salcher       | 05/11/1979      | 20/01/1981      | SPÖ   | Kreisky IV             |
|                                                                                                 | Kurt Steyrer          | 20/01/1981      | 17/12/1985      | SPÖ   | Kreisky IV Sinowatz    |
|                                                                                                 | Franz Kreuzer         | 17/12/1985      | 25/11/1986      | SPÖ   | Sinowatz Vranitzky I   |
|                                                                                                 |                       |                 |                 |       |                        |
|                                                                                                 | Harald Ettl           | 17/12/1990      | 01/02/1991      | SPÖ   | Vranitzky III          |
|                                                                                                 | Michael Ausserwinkler | 01/02/1991      | 17/03/1994      | SPÖ   | Vranitzky III          |
|                                                                                                 | Christa Krammer       | 17/03/1994      | 20/01/1997      | SPÖ   | Vranitzky III, IV et V |
|                                                                                                 |                       |                 |                 |       |                        |
|                                                                                                 | Maria Rauch-Kallat    | 28/02/2003      | 11/01/2007      | ÖVP   | Schüssel II            |
|                                                                                                 | Andrea Kdolsky        | 11/01/2007      | 02/12/2008      | ÖVP   | Gusenbauer             |
|                                                                                                 | Alois Stöger          | 02/12/2008      | 01/09/2014      | SPÖ   | Faymann I et II        |
|                                                                                                 | Sabine Oberhauser     | 01/09/2014      | 15/02/2017      | SPÖ   | Faymann II Kern        |
|                                                                                                 | Pamela Rendi-Wagner   | 08/03/2017      | 18/12/2017      | SPÖ   | Kern                   |
|                                                                                                 |                       |                 |                 |       |                        |
| Titre du portefeuille - Depuis 2017 : Absorption par le ministère fédéral des Affaires sociales |                       |                 |                 |       |                        |